# Route nationale 841
Die Route nationale 841, kurz RN 841 oder N 841, war eine französische Nationalstraße, die von 1933 bis 1973 in zwei Teilen zwischen Verneuil-sur-Avre und Logron verlief. Unterbrochen war sie durch die Route nationale 828. Die Länge des Nordteils betrug 33 Kilometer, die des Südteiles 48 Kilometer.